# ジェームズ・マクスウェル (第9代ファーナム男爵)
第9代ファーナム男爵ジェームズ・ピアース・マクスウェル（英語: James Pierce Maxwell, 9th Baron Farnham、1813年 – 1896年10月26日）は、イギリスの貴族、政治家、軍人。政治家としては保守党に属し、1843年から1865年まで庶民院議員を務めた。軍人としてはクリミア戦争に参戦して負傷し、5等メドジディエ勲章を授与された。最終階級は陸軍中佐。

## 生涯
第6代ファーナム男爵ヘンリー・マクスウェルと妻アン（Anne、旧姓バトラー（Butler）、1776年8月3日 – 1813年5月29日、第2代キャリック伯爵ヘンリー・トマス・バトラーの長女）の六男として、1813年に生まれた。
エンサイン（歩兵少尉）として第40歩兵連隊に配属された後、1834年8月1日に第59歩兵連隊に転じた。1837年5月5日、中尉への辞令を購入して昇進した。1841年6月25日、大尉への辞令を購入して昇進した。1851年3月21日、第50歩兵連隊に転じた。1854年6月20日、少佐への名誉昇進辞令を与えられた。クリミア戦争では1854年10月下旬に負傷した。同年12月12日、中佐への名誉昇進辞令を与えられ、12月29日に正式な軍階として少佐に昇進した。1855年7月10日に正式な軍階として中佐に昇進したが、同時に所属連隊なしになった。1858年までにオスマン帝国から5等メジディエ勲章を授与された。1860年7月31日、第97歩兵連隊に配属されたが、同日に軍務から引退した。
政治家としては保守党に属し、1843年から1865年までキャバン選挙区の代表として庶民院議員を務めた。
1884年6月4日に兄サマセット・リチャードが死去すると、ファーナム男爵位を継承した。1885年12月4日に遠戚にあたる第10代準男爵サー・ウィリアム・マクスウェルが死去すると、準男爵位を継承した。
1896年10月26日、生涯未婚のままマルヴァーンで死去、キャバンで埋葬された。弟リチャード・トマス（1815年2月19日 – 1874年1月22日）の息子サマセット・リチャードが爵位を継承した。